# Marina Sirtis

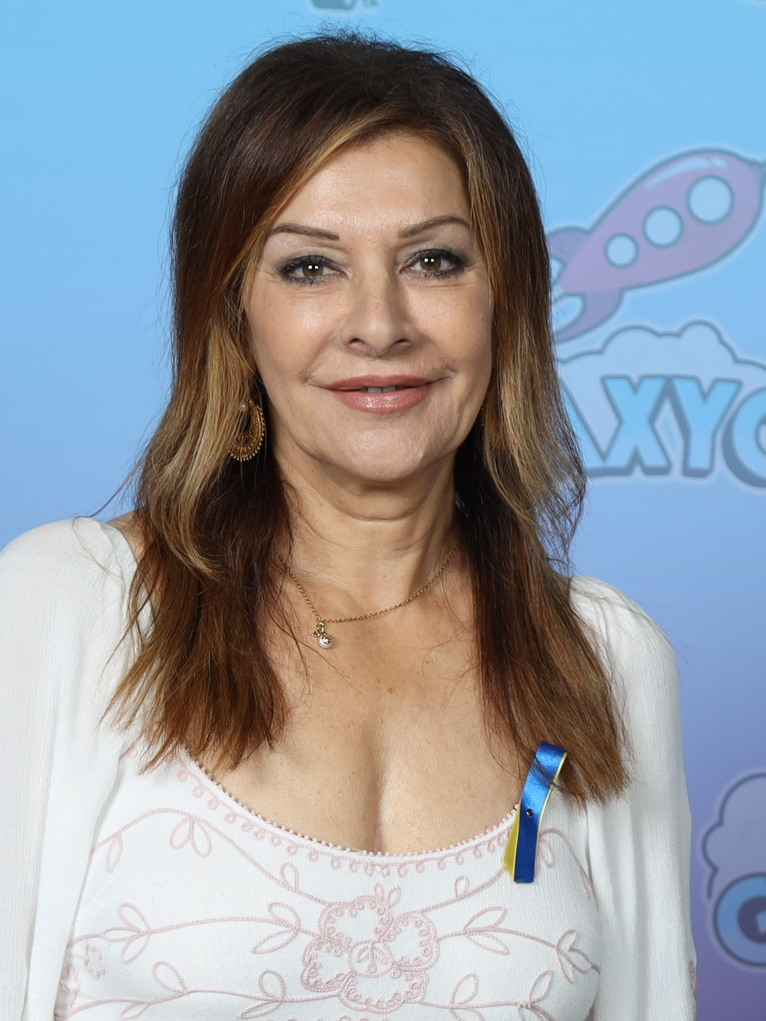
Marina Sirtis (2023)

Marina Sirtis (* 29. März 1955 in London) ist eine britisch-amerikanische Schauspielerin.

## Leben
Marina Sirtis’ Eltern haben griechische Wurzeln, sie hat einen jüngeren Bruder. Nachdem sie die Tottenham High Girls School abgeschlossen hatte, ging sie auf die Guildhall School of Music and Drama in London und erlangte dort ihren Abschluss. Während dieser Zeit spielte sie bereits in Fernsehserien mit und hatte kleinere Rollen.
Im Jahr 1986 ging Sirtis nach Los Angeles. Dort bekam sie 1987 nach sechs wenig erfolgreichen Monaten kurz vor Ablauf ihres Visums die Rolle der psychologischen Schiffsberaterin Deanna Troi in der Science-Fiction-Serie Raumschiff Enterprise – Das nächste Jahrhundert, ihre bis heute bekannteste Rolle. In den Folgeserien Star Trek: Raumschiff Voyager, Star Trek: Enterprise, Star Trek: Picard und Star Trek: Lower Decks hatte sie einige Gastauftritte.
Marina Sirtis lebte bis 2021 in den USA, kehrte dann jedoch ins Vereinigte Königreich zurück. Sie war von 1992 bis zu dessen Tod im Dezember 2019 mit dem Rock-Gitarristen Michael Lamper verheiratet.

## Filmografie (Auswahl)

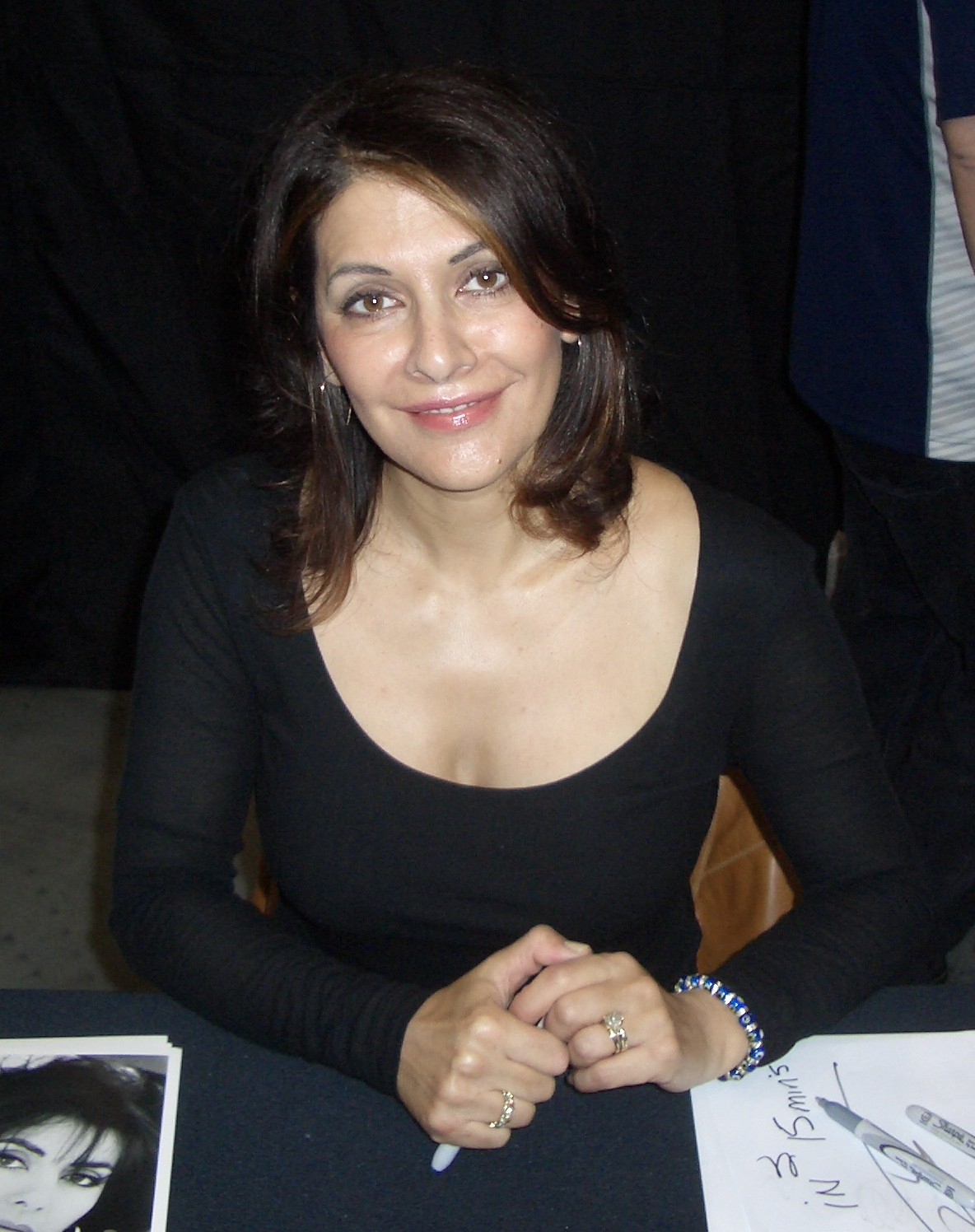
Marina Sirtis (2004)

### Filme
- 1978: Der Dieb von Baghdad (The Thief of Baghdad)
- 1983: Die verruchte Lady (The Wicked Lady)
- 1984: Blind Date
- 1985: Death Wish III – Der Rächer von New York (Death Wish III)
- 1992: Spaceshift (Waxwork II: Lost in Time)
- 1994: Star Trek: Treffen der Generationen (Star Trek Generations)
- 1996: Star Trek: Der erste Kontakt (Star Trek: First Contact)
- 1998: Star Trek: Der Aufstand (Star Trek: Insurrection)
- 1999: Dschungel der Gefahren (Paradise Lost)
- 2001: Peace Virus – Die Bedrohung (Terminal Error)
- 2002: Star Trek: Nemesis
- 2003: Net Games – Tödliches Spiel (Net Games)
- 2004: L.A. Crash (Crash)
- 2007: Grendel (Fernsehfilm)
- 2007: Lesser of Three Evils
- 2008: InAlienable
- 2009: Hooligans 2 – Stand Your Ground (Green Street 2: Stand Your Ground)
- 2009: Der Fluch – The Grudge 3 (The Grudge 3)
- 2009: Die Doomsday Gleichung (Annihilation Earth)
- 2009: 31 North 62 East
- 2014: Finders Keepers (Fernsehfilm)
- 2015: A Dark Reflection
- 2016: Little Dead Rotting Hood – Keine Angst vorm bösen Wolf (Little Dead Rotting Hood)
- 2016: My Summer Prince
- 2017: Immer wieder Valentinstag (Valentine’s Again)
- 2017: Mein Weihnachtsprinz (My Christmas Prince, Fernsehfilm)
- 2018: For the Love of George
- 2018: 5th Passenger
- 2018: Sharknado 6: The Last One
- 2019: Crossing
- 2019: Riley Parra – Better Angels
- 2020: The Debt Collector 2
- 2020: Unbelievable!!!!!
- 2021: The Bezonians
- 2022: A Thousand Little Cuts
- 2023: Love’s Greek to Me (Fernsehfilm)
- 2024: The Phantom Warrior

### Fernsehserien
- 1977: Raffles (Folge 1x06)
- 1977: Who Pays the Ferryman? (eine Folge)
- 1978: Hazell (eine Folge)
- 1979: Der Aufpasser (Minder, Folge 1x06)
- 1982: Kelly Monteith (zwei Folgen)
- 1985: Up the Elephant and Round the Castle (eine Folge)
- 1986: Sherlock Holmes (Fernsehserie, eine Folge)
- 1986: Call me Mister (eine Folge)
- 1986: Room at the Bottom (eine Folge)
- 1987: Hunter (Folge 3x12)
- 1987: C.A.T.S. Eyes (eine Folge)
- 1987–1994: Raumschiff Enterprise – Das nächste Jahrhundert (Star Trek: The Next Generation, 168 Folgen)
- 1990: Screen One (Fernsehserie, Folge One Last Chance)
- 1992: Tödliches Komplott (The Fifth Corner, eine Folge)
- 1994: Heaven Help Us (eine Folge)
- 1997: Duckman: Private Dick/Family Man (eine Folge)
- 1998: Diagnose: Mord (Diagnosis: Murder, Folge 5x20)
- 1999: Outer Limits – Die unbekannte Dimension (The Outer Limits, Folge 5x04)
- 1999: Mission Erde – Sie sind unter uns (Earth: Final Conflict, Folge 3x10)
- 2000: Stargate – Kommando SG-1 (Stargate SG1, Folge 4x07)
- 2001: Casualty (eine Folge)
- 1999–2000: Star Trek: Raumschiff Voyager (Star Trek: Voyager, drei Folgen)
- 2003: Threat Matrix – Alarmstufe Rot (Threat Matrix, Folge 1x03)
- 2005: Star Trek: Enterprise (Folge 4x22)
- 2005: The Closer (Folge 1x11)
- 2006: Girlfriends (drei Folgen)
- 2006: Without a Trace – Spurlos verschwunden (Without a Trace, Folge 5x11)
- 2008: Holby City (eine Folge)
- 2009: Three Rivers Medical Center (Three Rivers, Folge 1x01)
- 2010: Make It or Break It (zwei Folgen)
- 2011: Grey’s Anatomy – Die jungen Ärzte (Grey’s Anatomy, Folge 7x17)
- 2012: Castlevania: Hymn of Blood (Folge 1x01)
- 2012: La La Land (zwei Folgen)
- 2013; 2016: Navy CIS (NCIS, drei Folgen)
- 2016: Internity (eine Folge)
- 2017: Scandal (Folge 6x13)
- 2018: Riley Parra (drei Folgen)
- 2019: Titans (Folge 1x09)
- 2019: The Orville (Folge 2x12)
- 2020–2023: Star Trek: Picard (sieben Folgen)

### Synchronrollen
- 1994–1996: Gargoyles – Auf den Schwingen der Gerechtigkeit (Gargoyles, Zeichentrickserie, 26 Folgen) … als Demona u. a.
- 1996: Gargoyles – The Goliath Chronicles (eine Folge)
- 1997: Star Trek: Generations (Computerspiel) … als Deanna Troi
- 2005: Family Guy (eine Folge)
- 2007: Mass Effect (Computerspiel) … als Matriarch Benezia
- 2011–2019: Young Justice (Zeichentrickserie, sechs Folgen) … als Queen Bee u. a.
- 2009: The Cleveland Show (eine Folge)
- 2013: Adventure Time – Abenteuerzeit mit Finn und Jake (Adventure Time with Finn & Jake, Zeichentrickserie, Folgen 5x41, 10x13) … als Samantha
- 2013: Bee and PuppyCat (eine Folge)
- 2013–2017: Star Trek Continues (Webserie, fünf Folgen) … als Computerstimme
- 2017: We Bare Bears – Bären wie wir (We bare Bears, eine Folge)
- 2017–2018: OK K.O.! Neue Helden braucht die Welt (Animationsserie, vier Folgen) … als Cosma
- 2020: Star Trek: Lower Decks (eine Folge)
- 2019: Das Haus der Geheimnisse (Max Winslow and the House of Secrets)